# سفید یخچالی
با سفید خان اشتباه نشود
سفید یخچالی یا سفید یخی (به انگلیسی: Ghost white) رنگ سفید است که حالت سرد داشته باشد. این رنگ از ترکیب سفید با مقدار بسیار اندکی آبی به دست می آید. 
در تاریخ هند از رنگ سفید یخچالی برای 
لباس محمدشاه در زمان گورکانی هند  استفاده شده است